# Marie Antoinette (Fernsehserie)
Marie Antoinette ist eine französisch-britische Fernsehserie, die sich vom Leben der aus dem europäischen Adelsgeschlecht Habsburg-Lothringen stammenden französischen Königin Marie Antoinette inspirieren ließ. In Frankreich fand die Premiere der Serie am 31. Oktober 2022 auf Canal+ statt. Im deutschsprachigen Raum erfolgte die Erstveröffentlichung der Serie am 21. Juni 2023 durch Disney+ via Star.

## Besetzung und Synchronisation
Die deutschsprachige Synchronisation entstand nach den Dialogbüchern von Katharina Trachte, Andrea Solter und Nathan Bechhofer sowie unter der Dialogregie von Katharina Schwarzmaier, Tim Schwarzmaier und Robin Kahnmeyer durch die Synchronfirma Interopa Film in Berlin.
| Rolle              | Schauspieler           | Synchronsprecher     |
| ------------------ | ---------------------- | -------------------- |
| Marie Antoinette   | Emilia Schüle          | Emilia Schüle        |
| Louis XV.          | James Purefoy          | Patrick Winczewski   |
| Louis XVI.         | Louis Cunningham       | Dirk Stollberg       |
| Provence           | Jack Archer            | Sebastian Fitzner    |
| Lamballe           | Jasmine Blackborow     | Rubina Nath          |
| Victoire           | Caroline Piette        | Nina Herting         |
| Adélaïde           | Crystal Shepherd-Cross | Anja Nestler         |
| Graf Mercy         | Nathan Willcocks       | Rainer Doering       |
| Joséphine          | Roxane Duran           | Roxane Duran         |
| Maria Theresia     | Marthe Keller          | Liane Rudolph        |
| Madame du Barry    | Gaia Weiss             | Yvonne Greitzke      |
| Chartres           | Oscar Lesage           | Sascha Krüger        |
| Yolande            | Liah O’Prey            | Daniela Molina       |
| Saint-Georges      | Yoli Fuller            | Tino Mewes           |
| Axel von Fersen    | Martijn Lakemeier      | Sascha Werginz       |
| Joseph II.         | Jonas Bloquet          | Jannik Endemann      |
| Madame de Noailles | Laura Benson           | Isabella Grothe      |
| Maurepas           | Paul Bandey            | Dieter Memel         |
| Graf Jules         | Thomas Alden           | Alex Friedland       |
| Duc de Choiseul    | Gérard Watkins         | Hans Hohlbein        |
| Comte de Vaudreuil | Paul Spera             | Georgios Tzitzikos   |
| Beaumarchais       | Philippe Tłokiński     | Jeremias Koschorz    |
| Rose Bertin        | Zelda Rittner          | Katharina Spiering   |
| Franz Anton Mesmer | Christopher Buchholz   | Christopher Buchholz |
| La Martinière      | Joe Sheridan           | Michael Tietz        |
| Stormont           | Peter Hudson           | Klaus Nietz          |

## Episodenliste

### Staffel 1
| Nr. (ges.) | Nr. (St.) | Deutscher Titel           | Originaltitel                           | Erstveröffentlichung (Frankreich) | Deutschsprachige Erstveröffentlichung (D/A/CH) | Regie             | Drehbuch                      |
| ---------- | --------- | ------------------------- | --------------------------------------- | --------------------------------- | ---------------------------------------------- | ----------------- | ----------------------------- |
| 1          | 1         | Die Ohrfeige              | The SlapLa gifle                        | 31. Okt. 2022                     | 21. Juni 2023                                  | Pete Travis       | Deborah Davis                 |
| 2          | 2         | Rivalisierende Königinnen | Rival QueensReines rivales              | 31. Okt. 2022                     | 21. Juni 2023                                  | Pete Travis       | Louise Ironside               |
| 3          | 3         | Wähle eine Prinzessin     | Pick a PrincessLe choix d'une princesse | 7. Nov. 2022                      | 21. Juni 2023                                  | Pete Travis       | Deborah Davis & Avril Russell |
| 4          | 4         | Königin von Frankreich    | Queen of FranceReine de France          | 7. Nov. 2022                      | 21. Juni 2023                                  | Pete Travis       | Chloe Moss                    |
| 5          | 5         | Rebellen-Königin          | Rebel QueenReine rebelle                | 14. Nov. 2022                     | 21. Juni 2023                                  | Geoffrey Enthoven | Deborah Davis                 |
| 6          | 6         | Deus Ex Machina           | Deus ex MachinaDeus ex machina          | 14. Nov. 2022                     | 21. Juni 2023                                  | Geoffrey Enthoven | Louise Ironside               |
| 7          | 7         | Die Österreicherin        | The Ostrich BitchL’Autrichienne         | 21. Nov. 2022                     | 21. Juni 2023                                  | Geoffrey Enthoven | Chloe Moss                    |
| 8          | 8         | Herz-Königin              | Queen of HeartsReine de coeur           | 21. Nov. 2022                     | 21. Juni 2023                                  | Geoffrey Enthoven | Deborah Davis                 |

### Staffel 2
| Nr. (ges.) | Nr. (St.) | Deutscher Titel          | Originaltitel                                     | Erstveröffentlichung (Frankreich) | Deutschsprachige Erstveröffentlichung (D/A/CH) | Regie | Drehbuch |
| ---------- | --------- | ------------------------ | ------------------------------------------------- | --------------------------------- | ---------------------------------------------- | ----- | -------- |
| 9          | 1         | Der schlimmste Winter    | The Worst WinterUn hiver cruel                    | 17. Feb. 2025                     | 26. Feb. 2025                                  | —     | —        |
| 10         | 2         | Gefährliche Liebschaft   | A Poison PenLe mariage de Figaro                  | 17. Feb. 2025                     | 26. Feb. 2025                                  | —     | —        |
| 11         | 3         | Saint Cloud              | Treacherous LegacyUn héritage périlleux           | 24. Feb. 2025                     | 26. Feb. 2025                                  | —     | —        |
| 12         | 4         | Die Mutter Frankreichs   | The Pursuit of HappinessÀ la poursuite du bonheur | 3. März 2025                      | 5. März 2025                                   | —     | —        |
| 13         | 5         | Ein öffentlicher Prozess | Enemies AssembleAssemblée d'ennemis               | 10. März 2025                     | 12. März 2025                                  | —     | —        |
| 14         | 6         | Das Urteil               | Hated, Humbled, MortifiedHaïe, honnie, humiliée   | 17. März 2025                     | 19. März 2025                                  | —     | —        |
| 15         | 7         | Madame Defizit           | Madame DeficitMadame Déficit                      | 24. März 2025                     | 26. März 2025                                  | —     | —        |
| 16         | 8         | Der Anfang vom Ende      | The Beginning of the EndLe début de la fin        | 31. März 2025                     | 2. Apr. 2025                                   | —     | —        |